# Шараповский проезд (Мытищи)
Шара́повский проезд — одна из улиц города Мытищи.

## История
Изначально это была дорога просёлочного типа, которая вела от железнодорожной станции Мытищи к домам села Шарапово. Позже была продлена, и сейчас соединяется под Олимпийским путепроводом с улицей Силикатной. Сейчас Шараповский проезд — важный транспортный узел города. Здесь расположены торговые центры, железнодорожная станция и автовокзал.
В настоящее время Шараповский проезд, продолжением которого является Железнодорожная аллея, проходит почти по центральной части бывшего усадебного парка промышленника Челнокова. Предшественником существующего Челноковского парка был сад «Жасмин» (между автостанцией Мытищи и ТЦ «Красный Кит»). В 1930-е годы, в двухэтажном клубе работали детские кружки, был своего рода Дом пионеров. Ещё на планах поселка Мытищи начала 20 века показаны сад и клуб. По мнению местных краеведов, название бывшего сада «Жасмин» на Шараповском проезде было связано с фамилией управляющего компании, некогда разбившей сад.

## Транспорт

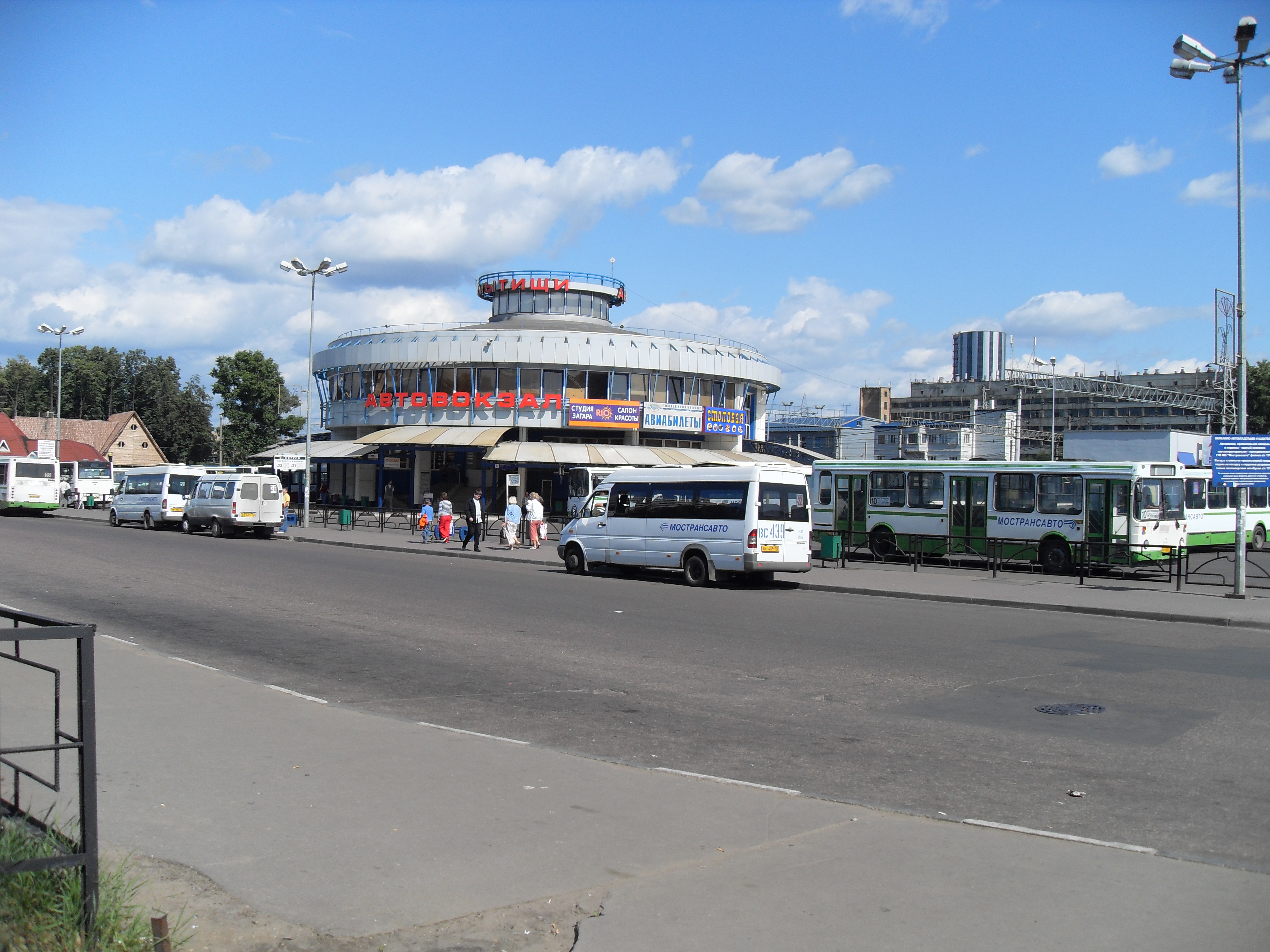
Автовокзал

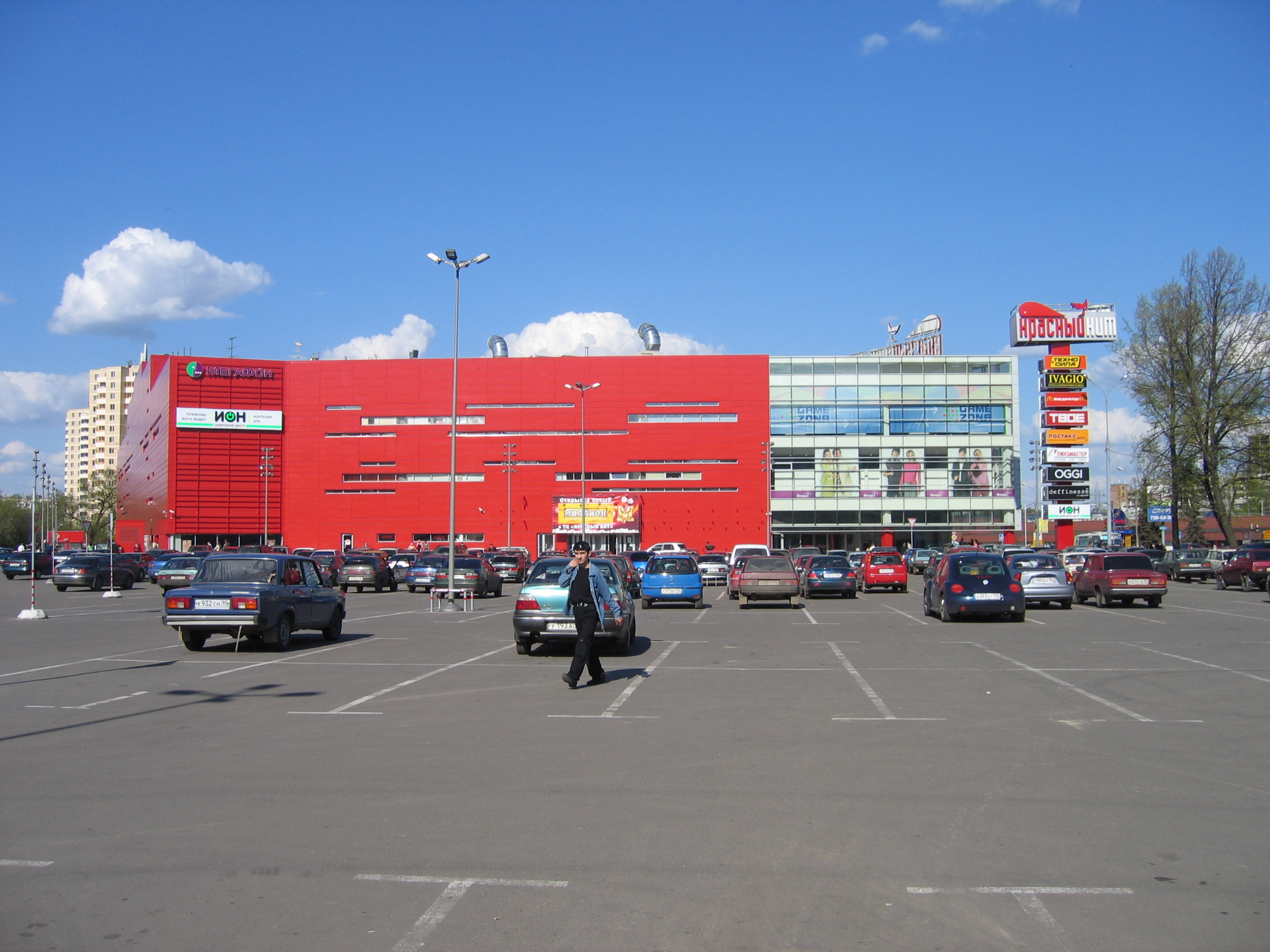
ТЦ «Красный кит»

Здесь расположена остановка «Автостанция Мытищи», куда сходятся многие маршруты города.

## Примечательные здания и сооружения
- Дом № 2 — ТЦ «Красный кит»
- Дом № 3 — Автовокзал
- Дом № 11 — Торговый центр
- Дом № 3а — ТЦ «Майя»
- Дом № 3е — ТЦ «Маргарита»

## Перспективы
В перспективе построить огромный комплекс вокруг ТЦ «Красный кит»: торгово-офисные здания, гостиничный комплекс. Сама улица скорее всего будет расширена до 4-х полос. В 2019 году областное правительство утвердило проект планировки ТПУ «Мытищи», предусматривающий реконструкцию Шараповского проезда.